# 有勝溪
有勝溪（泰雅語：:48,56,74,86,97）是台灣高山河川，大甲溪源流的支流之一，最遠源流羅葉尾溪（泰雅語：:97），行政區位於宜蘭縣大同鄉，先向南轉東南流至思源埡口西南方附近，與源自多加屯山西北側的支流（泰雅語：:10，也有地圖標為同名有勝溪）匯合後稱有勝溪，轉向西南流入台中市和平區境內，其左右二側不遠處分別為太魯閣國家公園及雪霸國家公園，將左側（東南側）的中央山脈與右側（西北側）的雪山山脈分隔開來，續向西南與左股支流勝光溪匯合（同名泰雅語：:48,56），續向西南流至武陵農場入口以左股匯流七家灣溪後，稱為伊卡丸溪（伊卡丸溪也有稱為同名），為大甲溪源頭之一。傳統以溪流流路方向，認為思源埡口—有勝溪—伊卡丸溪這條流路方向幾呈一直線為大甲溪主流。日治時1920年地名規範將溪流主流上下游全冠以同一溪名，此溪段從日治到戰後2000年以前的官方地圖被標示為大甲溪，有勝溪標示在今勝光匯流的支流。現今多認為最遠源流南湖溪為主流。

## 地理
有勝溪（gong Qonaw）最遠源流羅葉尾溪（:97）發源於雪山山脈主脊武陵四秀在詩崙山附近往東南岔出的羅葉尾山（Yung-ksuyan、:9-10）支脈東側，先向南轉東南流至思源埡口西南方約500公尺七一〇林道入口、思源二號橋處，與東南方源自多加屯山西北稜（登山界所稱松風嶺）西北側的支流（:10，也有地圖標為同名有勝溪，七一〇林道入口段沿此溪谷修建）匯合後稱有勝溪，轉向西南流到勝光派出所旁、張良橋處，匯流發源於多加屯山西側往西流下的左股支流勝光溪（亦有稱同名:48,56），蘭陽溪流域溪頭群匹亞南社群（現漢名亦稱南山）與志佳陽社群（現漢名亦稱環山）泰雅族勢力範圍在此支流附近交錯，:6-7,21-22,48,56,74-77續由左股匯流馬鰣溪、香菇溪、蘭花溪等溪，流至武陵農場入口迎賓橋以左股匯流源自雪山主峰東北側的七家灣溪後，稱為伊卡丸溪（伊卡丸溪即七家灣溪匯流口至南湖溪匯流口這段溪流，也有稱為同名），再往西南流到環山與源自雪山主峰西南側的右股支流司界蘭溪匯合，再以右股與源自南湖大山—合歡山等中央山脈西側流下的南湖溪匯合而稱大甲溪。傳統以溪流流路方向，由蘭陽溪—思源埡口—環山—梨山幾呈一直線（即匹亞南構造線），認為思源埡口—有勝溪—伊卡丸溪這條流路方向為大甲溪主流。
有勝溪全長約10.5公里，海拔約在1800—2000公尺間，思源埡口以下的有勝溪流路，為平緩寬闊的草原溪谷，為遭蘭陽溪河川襲奪後殘留的化石谷或稱通谷，由思源埡口到七家灣溪匯流口流長約11公里多，而海拔卻只下降約200公尺:93，溪谷間的平緩地，現今多闢建有農田種植高冷作物，年均溫為16.1℃，以6—8月溫度較高，月均溫以1月最低（9.2℃），7月最高（21.6℃）。平均年總降雨量為2,200公釐，多集中於7至9月，10至1月雨量較少。

## 生態
流域生態豐富，曾有台灣黑熊出沒捉魚，但由於人類的獵殺行為，約有二十年未出現過黑熊了。包括此溪與其他大甲溪上游源頭的各支流，在1950年代以前，曾有大量的冰河孑遺生物國寶魚櫻花鉤吻鮭棲息，自距今兩千多年前以來即為當地居民重要的蛋白質來源，日治時1935年大島正滿曾親自來此溪調查櫻花鉤吻鮭，後來櫻花鉤吻鮭族群從此溪與其他諸溪中完全消失，只剩下七家灣溪仍有零星族群幾乎滅絕；2009年起，雪霸國家公園選擇有勝溪最遠源流羅葉尾溪為擴展櫻花鉤吻鮭棲地的流放地點，至2012年止，已有野放後的第二代存活。